# Lui, sur le tramway
Lui, sur le tramway (Off the Trolley) est un film muet américain réalisé par Alfred J. Goulding, sorti en 1919 avec Harold Lloyd dans le rôle principal.

## Fiche technique
- Titre original : Off the Trolley
- Titre français : Lui, sur le tramway
- Réalisation : Alfred J. Goulding
- Société de production : Rolin Films
- Producteur : Hal Roach
- Pays d'origine : États-Unis
- Format : Noir et blanc - 1,33:1 - Film muet
- Genre : comédie, court métrage
- Date de sortie : 1919

## Distribution
- Harold Lloyd
- 'Snub' Pollard
- Bebe Daniels